# Daniel Hasler
Pour les articles homonymes, voir Hasler (homonymie).
Daniel Hasler est un footballeur liechtensteinois né le 18 mai 1974.

## Carrière

### En club
- 1992-2000 : FC Vaduz ( Liechtenstein)
- 2000-2003 : FC Wil ( Suisse)
- 2003-2008 : FC Vaduz ( Liechtenstein)

### En sélection

#### Buts internationaux
| #  | Date          | Lieu                                    | Adversaire      | Score | Résultat | Compétition             |
| -- | ------------- | --------------------------------------- | --------------- | ----- | -------- | ----------------------- |
| 1. | 20 avril 1994 | Windsor Park, Belfast (Irlande du Nord) | Irlande du Nord | 1-4   | 1-4      | Éliminatoires Euro 1996 |

### Palmarès
- Vainqueur de la Coupe du Liechtenstein : 1995, 1996, 1998, 1999, 2000, 2004, 2005, 2006, 2007, 2008.
- Champion de Suisse D2 : 2008.